# Jean Bart (thiết giáp hạm Pháp) (1940)
Jean Bart là một thiết giáp hạm của Hải quân Pháp thuộc lớp Richelieu. Được đặt tên theo nhà hàng hải và hải quân thế kỷ 17 Jean Bart, nó chỉ mới hoàn tất được 75% với một tháp pháo khi bị buộc phải rời St. Nazaire đi đến Casablanca, Maroc, vào tháng 6 năm 1940 để tránh lọt vào tay quân Đức trong Chiến tranh Thế giới thứ hai. Nó đã trước tiên phục vụ theo phe Vichy Pháp, và sau khi Đồng Minh đổ bộ lên Bắc Phi, nó bị bỏ không tại Casablanca cho đến khi kết thúc chiến tranh. Sau khi tái trang bị, nó tiếp tục phục vụ trong Hải quân Pháp đến khi ngừng hoạt động năm 1961 và bị tháo dỡ năm 1969.

## Thiết kế và chế tạo
Có nguồn gốc từ lớp thiết giáp hạm Dunkerque, Jean Bart và con tàu chị em Richelieu, cũng như những chiếc Clemenceau và Gascogne chưa hoàn tất, được thiết kế để đối phó lại mối đe dọa của Hải quân Ý (Regia Marina), khi mà các thiết giáp hạm Vittorio Veneto và Littorio được đặt lườn vào năm 1934. Tốc độ, sự bảo vệ, vũ khí trang bị và kỹ thuật nói chung của chúng khá tiên tiến, so sánh với những tàu chiến đương thời. Cách sắp xếp tháp pháo cho dàn pháo chính bao gồm tám khẩu pháo 380 mm/45 Modèle 1935 khá bất thường, với hai tháp pháo bốn nòng hướng ra phía trước.
Trong những giới hạn do Hiệp ước Hải quân Washington năm 1922 đặt ra, việc lựa chọn tháp pháo bốn nòng hướng ra trước có ưu điểm tiết kiệm trọng lượng dành cho vỏ giáp của tháp pháo, so với cấu hình bốn tháp pháo nòng đôi, trong khi có cùng một sức mạnh hỏa lực. Khuyết điểm của cách bố trí này là một phát đạn pháo may mắn duy nhất bắn trúng tháp pháo cũng đủ để loại khỏi vòng chiến một nửa hỏa lực dàn pháo chính của con tàu. Mặc khác, khi toàn bộ dàn pháo chính đều bắn hướng ra phía trước, con tàu rút ngắn khoảng cách nhằm tiếp cận đối phương ở một góc mà nó có tiết diện mục tiêu nhỏ nhất có thể có.
Jean Bart được đặt lườn vào tháng 12 năm 1936, và được hạ thủy vào ngày 6 tháng 3 năm 1940. Chỉ mới hoàn tất được 75% và động cơ chưa từng hoạt động lần nào, nó được vị chỉ huy, Đại tá Hải quân Ronach đưa ra khỏi ụ tàu tại St. Nazaire để tránh lọt vào tay quân đội Đức đang tiến quân đến gần. Chỉ có một trong hai tháp pháo 380 milimét (15 in) được trang bị; tháp pháo thứ hai, chỉ với hai khẩu pháo, được chất lên một chiếc tàu chở hàng để cho đi theo cùng, nhưng bị đánh chìm bởi một tàu ngầm U-boat. Dàn pháo hạng hai 152 mm cũng chưa được gắn, và được thay thế bằng các khẩu đội súng máy phòng không. Giống như mọi lực lượng hải quân và lục quân khác hiện diện tại Bắc Phi vào lúc đó, Jean Bart thuộc quyền kiểm soát của chính phủ Vichy Pháp.

## Lịch sử hoạt động
Vào ngày 8 tháng 11, lực lượng Đồng Minh đã đổ bộ lên Bắc Phi thuộc Pháp trong khuôn khổ Chiến dịch Torch, và Hạm đội Pháp tại Cassablanca đã bị tàu chiến Hoa Kỳ cùng máy bay ném bom từ tàu sân bay USS Ranger tấn công. Jean Bart đã đấu pháo tay đôi với thiết giáp hạm USS Massachusetts, và nhanh chóng bị câm họng bởi các phát đạn pháo 406 mm của chiếc tàu chiến Mỹ làm hỏng cơ cấu xoay tháp pháo của chiếc thiết giáp hạm Pháp. Đến ngày 10 tháng 11, được sửa chữa qua loa, Jean Bart đã bắn suýt trúng tàu tuần dương hạng nặng USS Augusta, soái hạm của Lực lượng Đặc nhiệm 34, làm bất ngờ các sĩ quan Mỹ vốn cho rằng nó đã bị loại khỏi vòng chiến; tuy nhiên hai quả bom 500 pound (230 kg) ném trúng bởi máy bay cất cánh từ USS Ranger nhanh chóng gây hư hại nặng cho mũi và đuôi tàu, và chiếc thiết giáp hạm mắc cạn xuống đáy bùn trong cảng với các sàn tàu ngập nước.

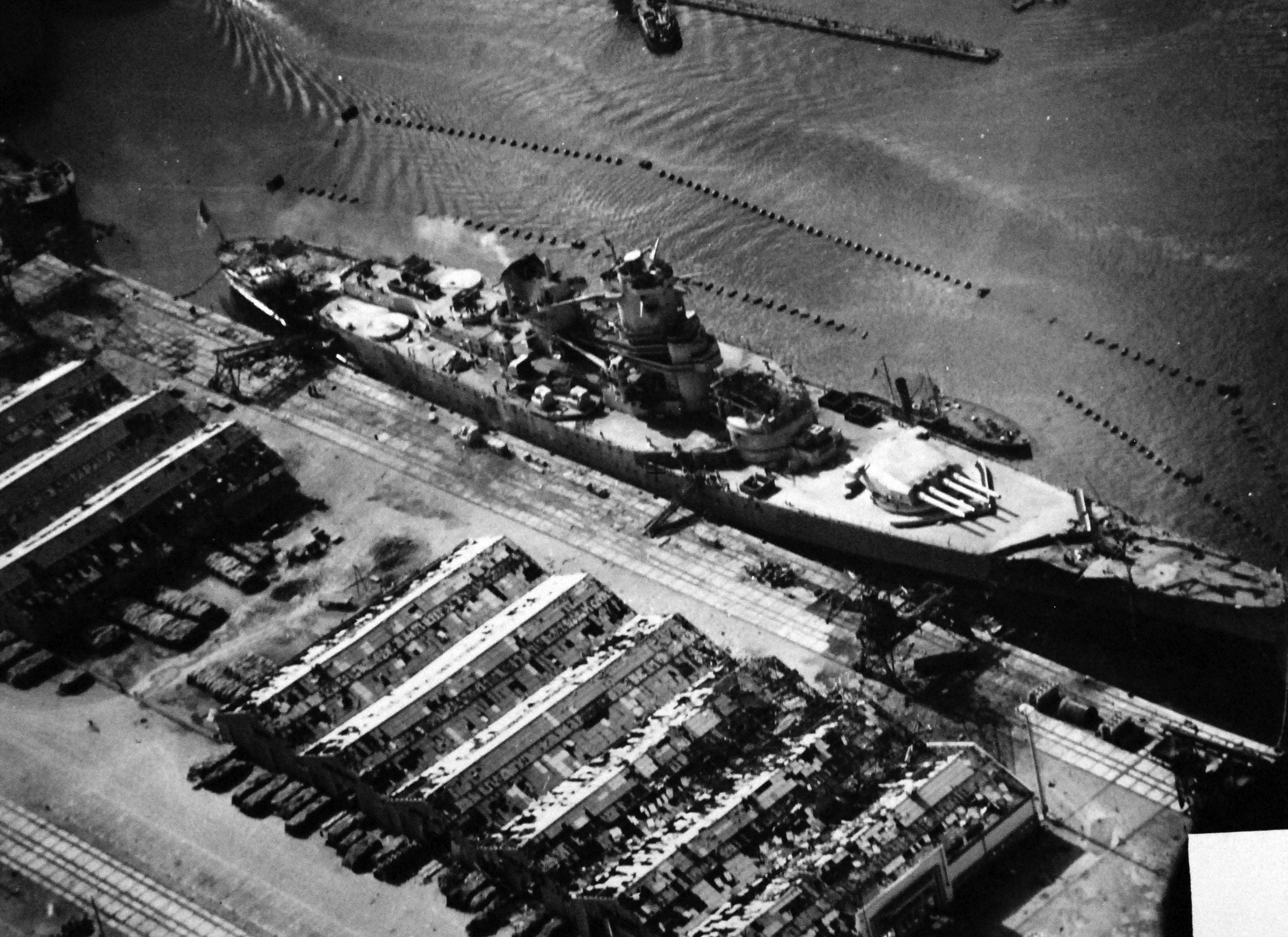
Jean Bart bị máy bay từ tàu sân bay USS Ranger tấn công

Sau khi lực lượng Pháp tại Bắc Phi gia nhập vào phe Đồng Minh, Jean Bart xem ra vẫn có giá trị để có thể tái trang bị dưới sự giúp đỡ của Hoa Kỳ như trường hợp của Richelieu. Như được trình bày bởi Phó đô đốc Fenard, Trưởng phái bộ Hải quân Pháp tại Hoa Kỳ, mong muốn của Hải quân Pháp hoàn tất Jean Bart tại một xưởng tàu của Mỹ, được đưa ra thảo luận trong năm 1943. Nhưng các giới chức Hải quân Mỹ cho rằng việc này vượt quá khả năng của họ, vì con tàu quá khác biệt so với những tàu chiến Mỹ tương đương, và thiếu hụt những vật liệu đặc thù. Thay vì hoàn tất nó như thiết kế, người ta đề nghị vào tháng 5 năm 1943 chỉ hoàn tất nó với một tháp pháo, bằng những khẩu 340 mm lấy từ thiết giáp hạm Lorraine đã gia nhập lực lượng Đồng Minh sau khi ở lại Alexandria từ năm 1940 đến năm 1943; cùng mười lăm tháp pháo 127 mm nòng đôi đa dụng do Mỹ chế tạo, và những thiết bị để mang theo sáu máy bay, vốn sẽ biến Jean Bart thành một kiểu thiết giáp hạm lai tàu sân bay. Một đề nghị thứ hai với cùng một kiểu dàn pháo chính như trên cùng nhiều kiểu pháo cao xạ sẽ biến nó thành một thiết giáp hạm phòng không. Tuy nhiên, cuối cùng, Đô đốc King, Tư lệnh Hải quân Hoa Kỳ quyết định vào tháng 3 năm 1944, bác bỏ mọi đề nghị của Pháp, và Jean Bart tiếp tục ở lại Casablanca.
Jean Bart quay trở về Pháp vào năm 1945, và nó được hoàn tất vào năm 1949 theo một thiết kế được nâng cấp, ảnh hưởng nhiều bởi những bài học rút ra được trong chiến tranh. Nó tham gia vụ Khủng hoảng kênh đào Suez ngoài khơi Ai Cập vào năm 1956; nhưng chưa từng đối đầu với tàu chiến đối phương nào khác cho đến khi đưa về lực lượng dự bị năm 1957, ngừng hoạt động năm 1961 và bị tháo dỡ vào năm 1969.

## Những hình ảnh

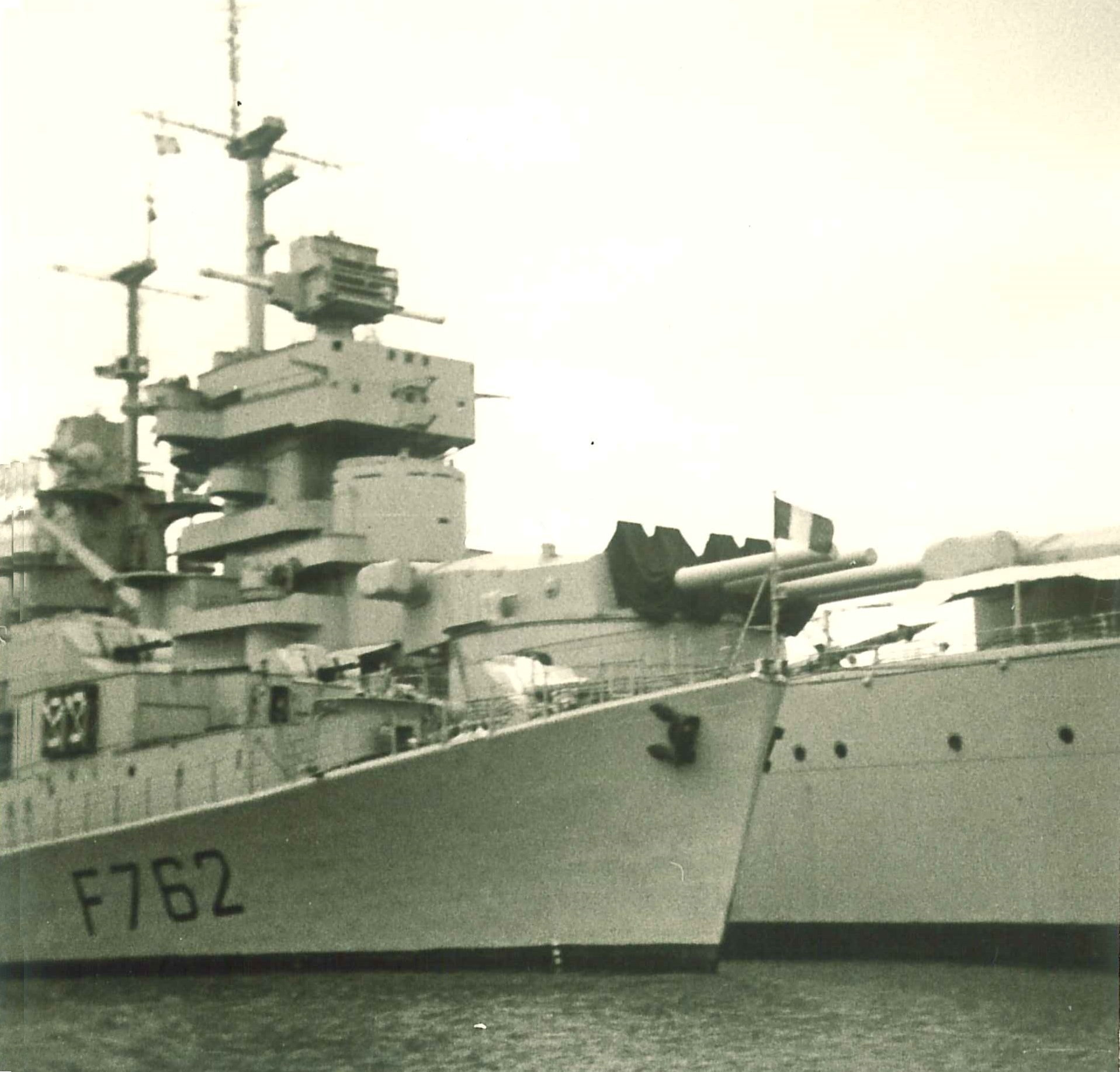
Thiết giáp hạm "Jean Bart" vào năm 1968